# Faubourg de la Trinité

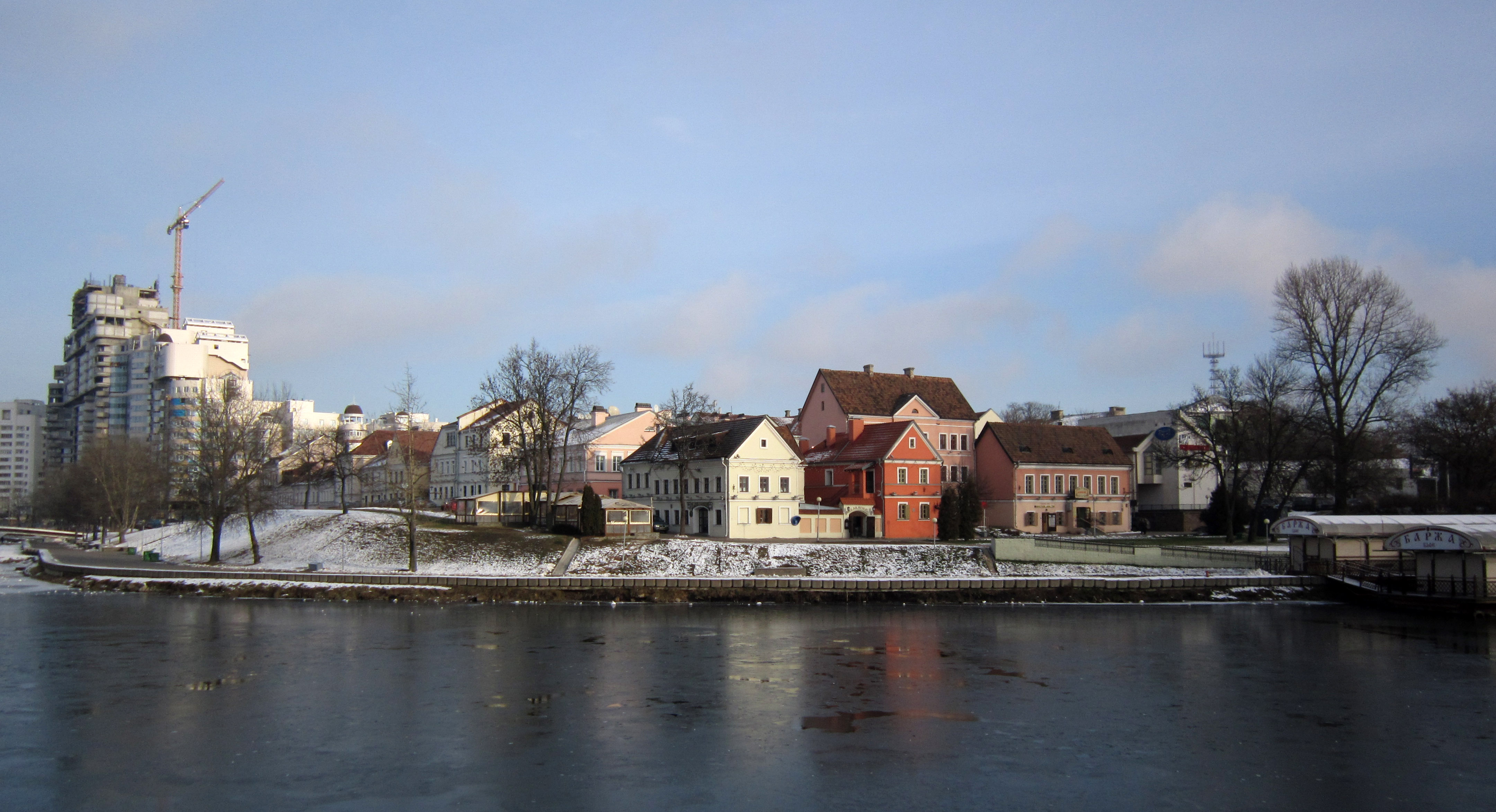
Le faubourg de la Trinité et l'ensemble de bâtiments « У Троицкого », alors en construction, en janvier 2012.

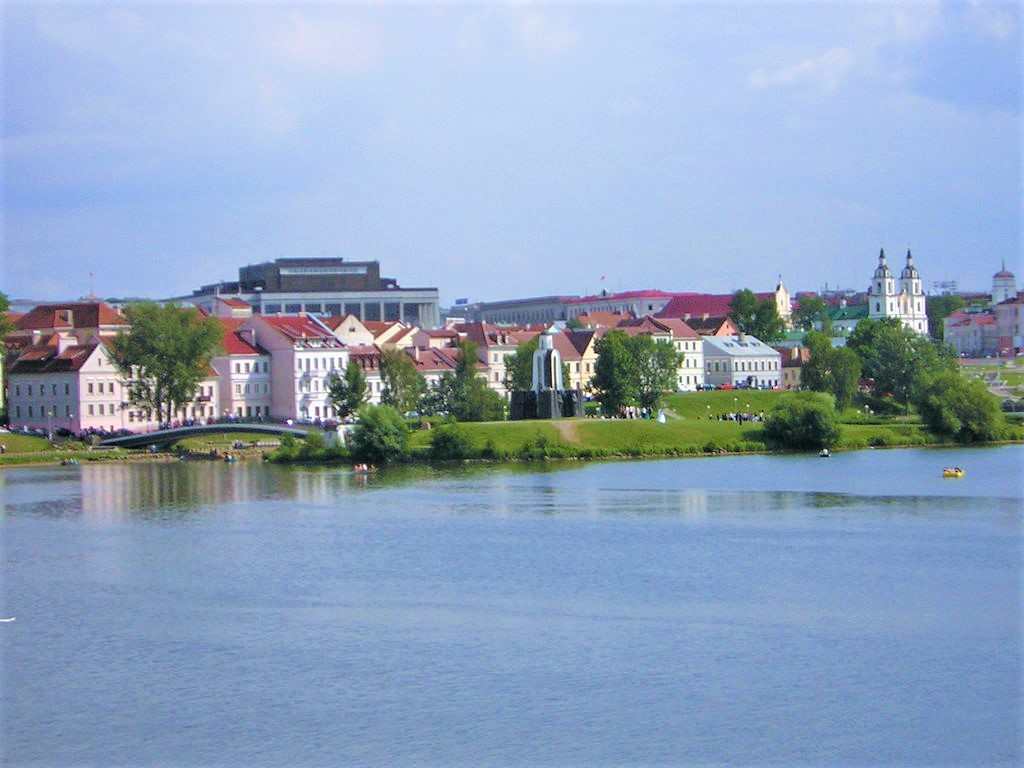
Vue d'ensemble du faubourg de la Trinité.

Le faubourg de la Trinité (biélorusse : Траецкае прадмесьце) ou colline de la Trinité (biélorusse : Траецкая Гара) est un district historique de la ville de Minsk, situé sur la rive gauche de la Svislotch. Il était jadis le centre administratif et commercial de la capitale biélorusse,. Il s'agit, depuis 2007, d'une zone historique protégée. On y trouve notamment le Théâtre national d'opéra et de ballet, le musée Maxime Bahdanovitch ou l'île des Larmes.

## Étymologie
Il existe plusieurs hypothèses sur l'origine du nom du faubourg de la Trinité. La plus semblable avance que le toponyme proviendrait d'une ancienne église catholique fondée à Minsk par le prince lituanien et roi de Pologne Ladislas II Jagellon. Selon une autre version, il viendrait du nom de la redoute défensive de la Sainte-Trinité, qui se trouvait non loin de Borissov. Le nom pourrait aussi dériver de l'église de la Sainte-Trinité ou du couvent de la Sainte-Trinité.

## Histoire

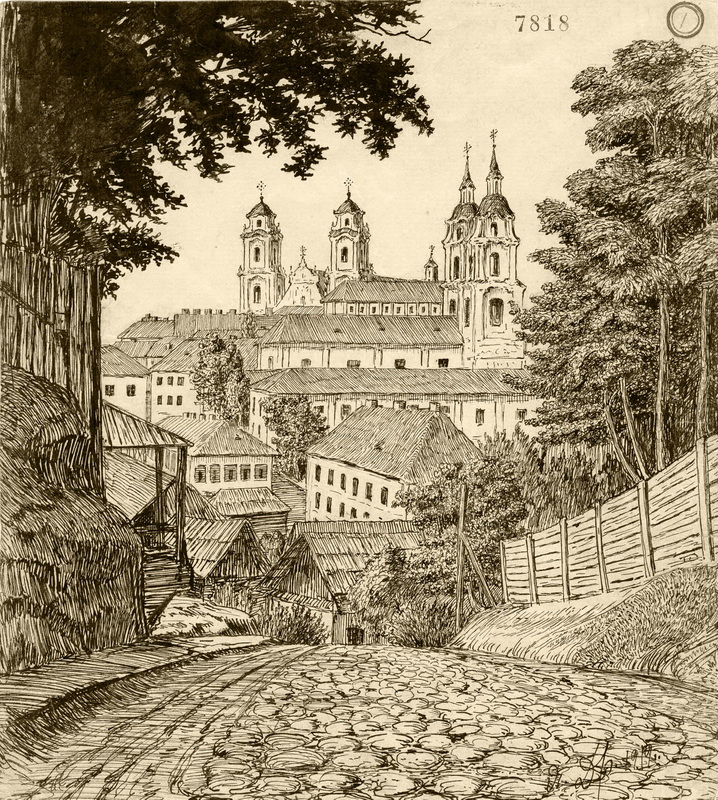
Vue de la Ville Haute depuis la colline de la Trinité, dessin de Iazep Drozdovitch, années 1930.

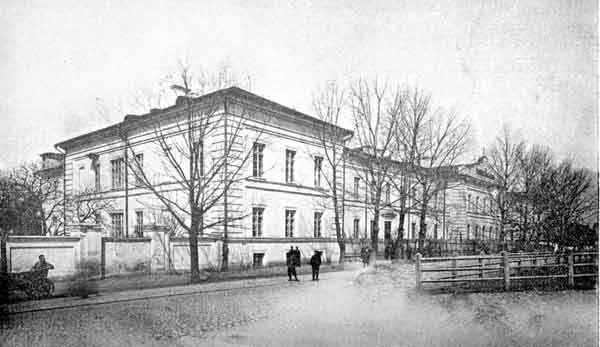
Séminaire sur une carte postale d'avant la Révolution.

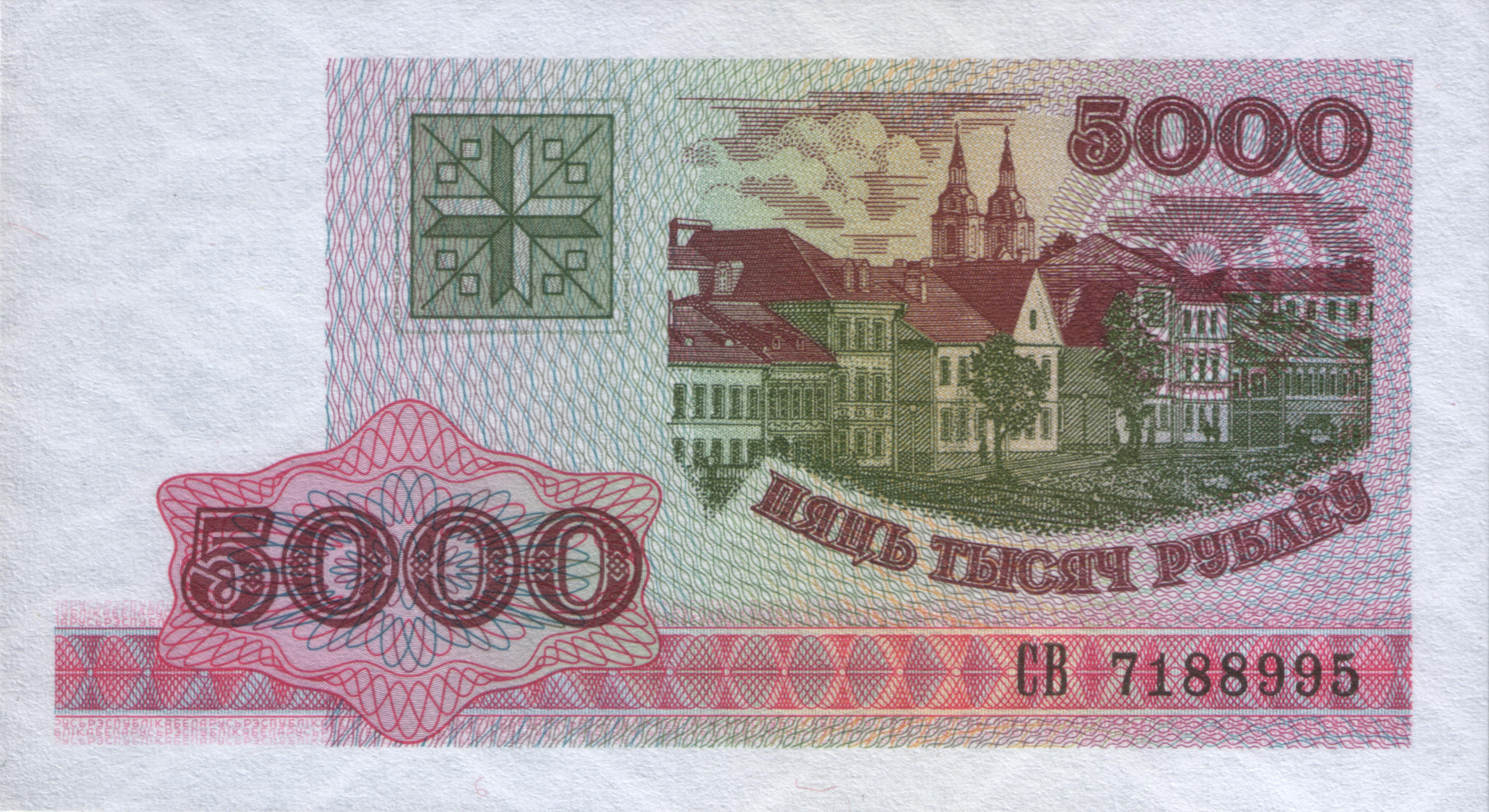
Billet de 5000 roubles biélorusses sur lequel est représenté le faubourg.

La rive gauche de la Svislotch a longtemps eu une grande importance commerciale. En effet, c'est là que se croisent les routes venant de Vilnius, de Zaslavl, de Logoïsk, de Polotsk, de Borissov, de Smolensk, de Droutsk (ru) et de Moguilev. Des fouilles archéologiques menées en 1976 confirment l'existence d'une activité culturelle et commerciale depuis la fin du XIIe siècle.
Lorsque Minsk obtient le droit de Magdebourg en 1499, le faubourg perd peu à peu son statut de centre commercial.
Le faubourg était relié au centre par un, puis, dès la deuxième moitié du XVIe siècle, par deux ponts. C'est aussi de la fin du XVIe siècle que remontent les premières mentions du marché de la Trinité, la plus grande place commerçante de Minsk.
L'agencement du faubourg reste inchangé jusqu'au début du XIXe siècle, où un grand incendie détruit la quasi-totalité des constructions de la colline de la Trinité en 1809. Un nouveau plan est élaboré durant les années qui suivent l'incendie, et c'est toute la rive gauche de la ville de Minsk qui est ainsi réaménagée. C'est approximativement la configuration de la ville actuelle.
Certaines structures du faubourg sont détruites entre les années 1930 et 1960. D'autres rues ont été détruites dans les années 1980. C'est aussi à cette époque qu'est restaurée la partie occidentale du faubourg : il s'agit de la première restauration d'envergure de constructions historiques en Biélorussie.
Selon un arrêté du 14 mai 2007, un nouveau statut est créé pour protéger les biens culturels et historiques de Biélorussie. La partie occidentale du faubourg de la Trinité bénéficie de ce statut. 
En 2010 débute la construction d'un ensemble de buildings de 25 étages « У Троицкого »,, qui enfreint la loi sur la sauvegarde de l'héritage historique et culturel.

## Bâtiments et monuments notables
Le faubourg de la Trinité est le seul endroit de Minsk qui permet d'imaginer à quoi ressemblait la ville par le passé. 
Le salon Vladislav Goloubok, qui fait partie du musée d'histoire de la culture théâtrale et musicale de Biélorussie, raconte la vie et l'œuvre de Vladislav Goloubok (ru) (1882-1937), acteur, metteur en scène et écrivain biélorusse et soviétique,.
Le musée d'État de l'histoire de la littérature biélorusse, fondé en 1987, expose des collections de manuscrits, de livres rares, de photographies, d'œuvres d'art et d'effets personnels d'écrivains biélorusses.
Le musée littéraire Maxime Bahdanovitch se trouve non loin de la maison dans laquelle ce dernier est né en 1891, mais qui n'a pas été préservée. Le musée ouvre en 1991 pour fêter le centenaire de la naissance du poète. Chacune des cinq salles est consacrées à une période de la vie de Maxime Bahdanovitch.
Le bâtiment de l'ancienne synagogue accueille désormais le musée de la nature et de l'écologie.
Juste à côté du faubourg, située sur la Svislotch, reliée par un pont pour piétons, se trouve une petite île. C'est là qu'est inauguré, en 1996, un mémorial en l'honneur des soldats biélorusses ayant péri en Afghanistan. L'île prend alors le nom d'île des Larmes ou île du Courage et du Chagrin. Une chapelle est érigée en son centre et une icône en bronze de la Vierge Marie repose à l'entrée de l'île.
L'école des cadets de Minsk est installée dans l'ancien bâtiment du monastère mariavite.
Le plus grand bâtiment du faubourg est le théâtre national d'opéra et ballet.

Bâtiments du faubourg de la Trinité
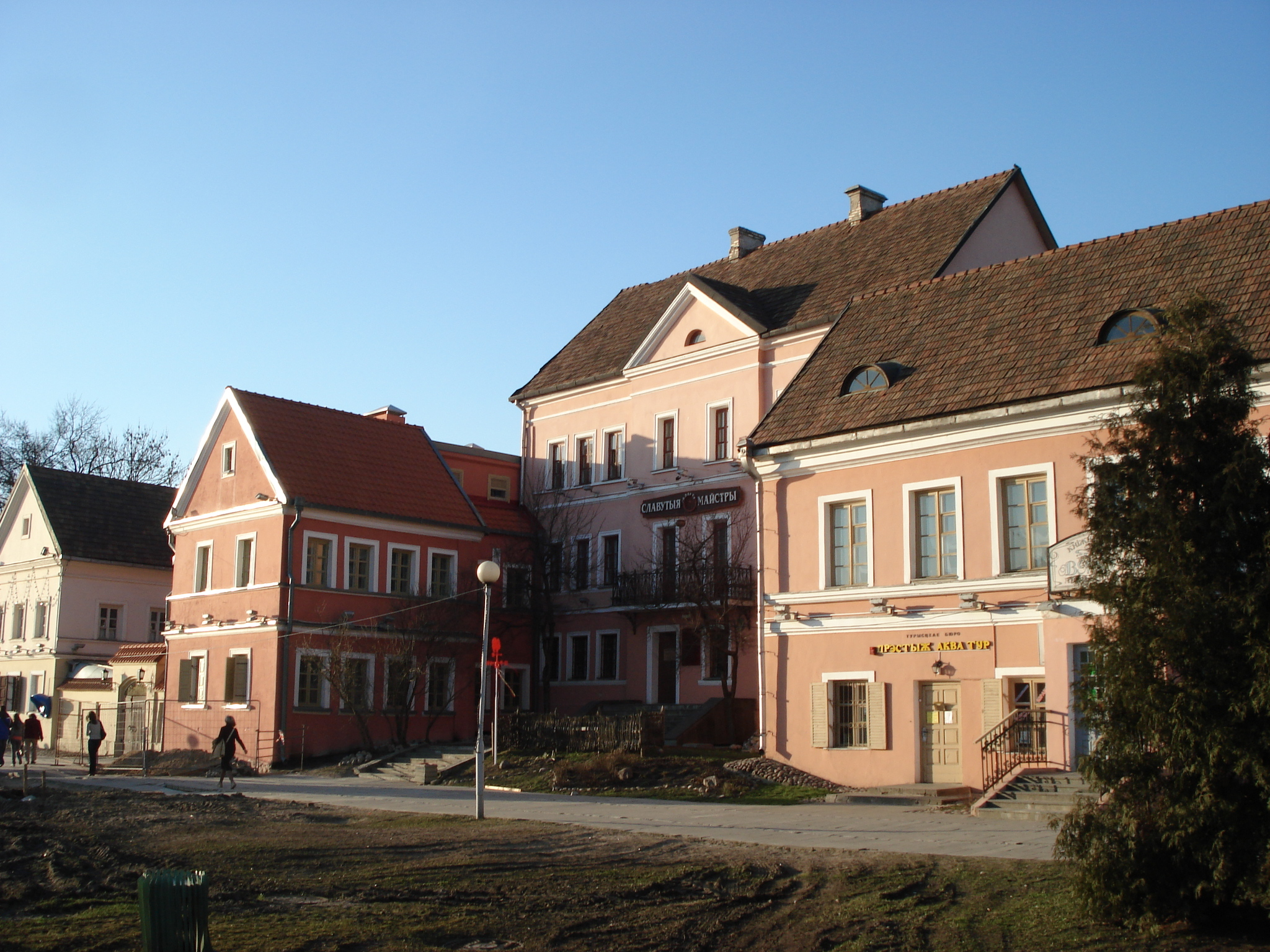
Bâtiments anciens du faubourg, dont les fondations datent du XVIIe siècle.
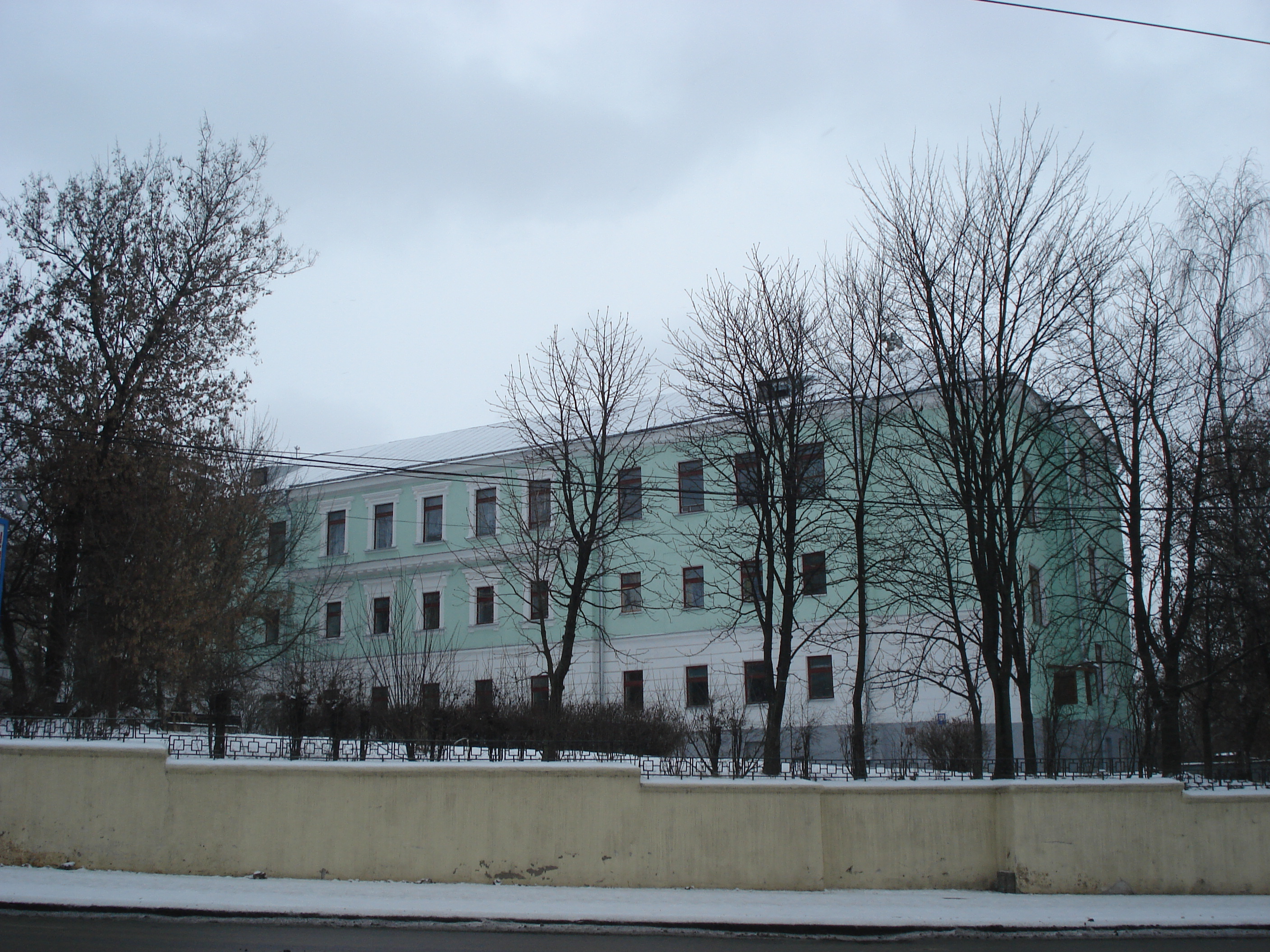
Monastère de la Trinité.
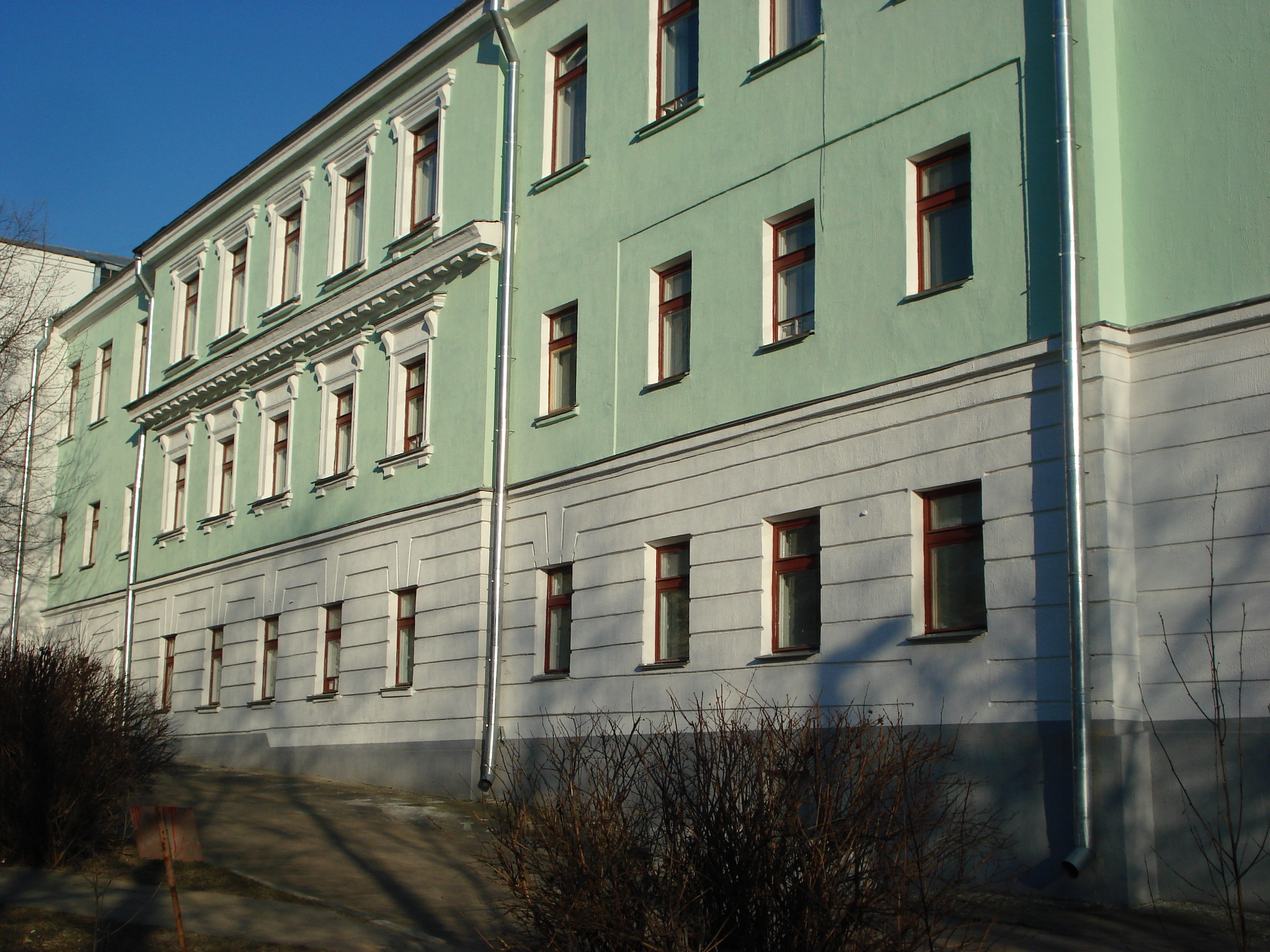
Monastère de la Trinité.
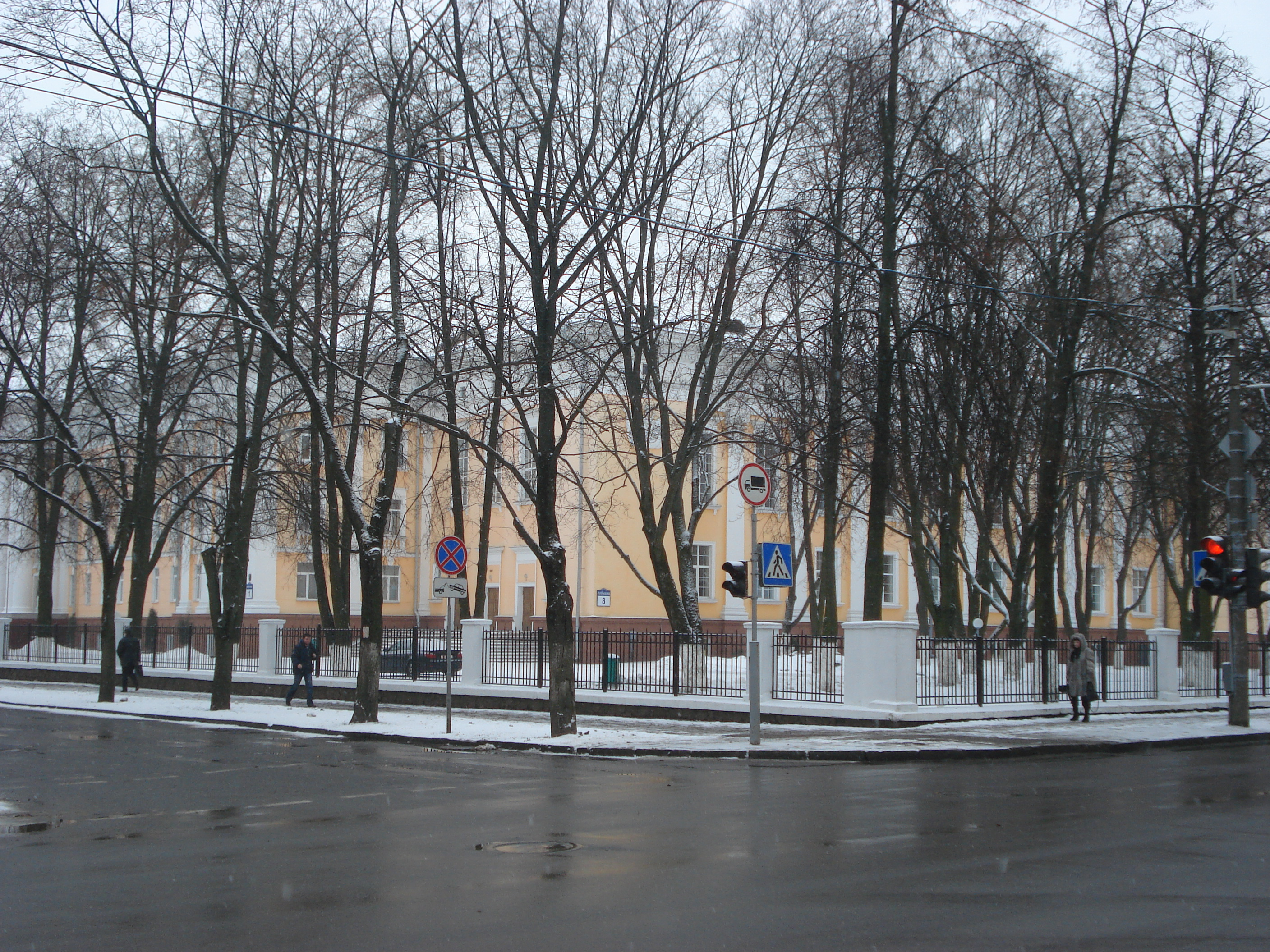
Ministère de la Défense de la République du Bélarus.
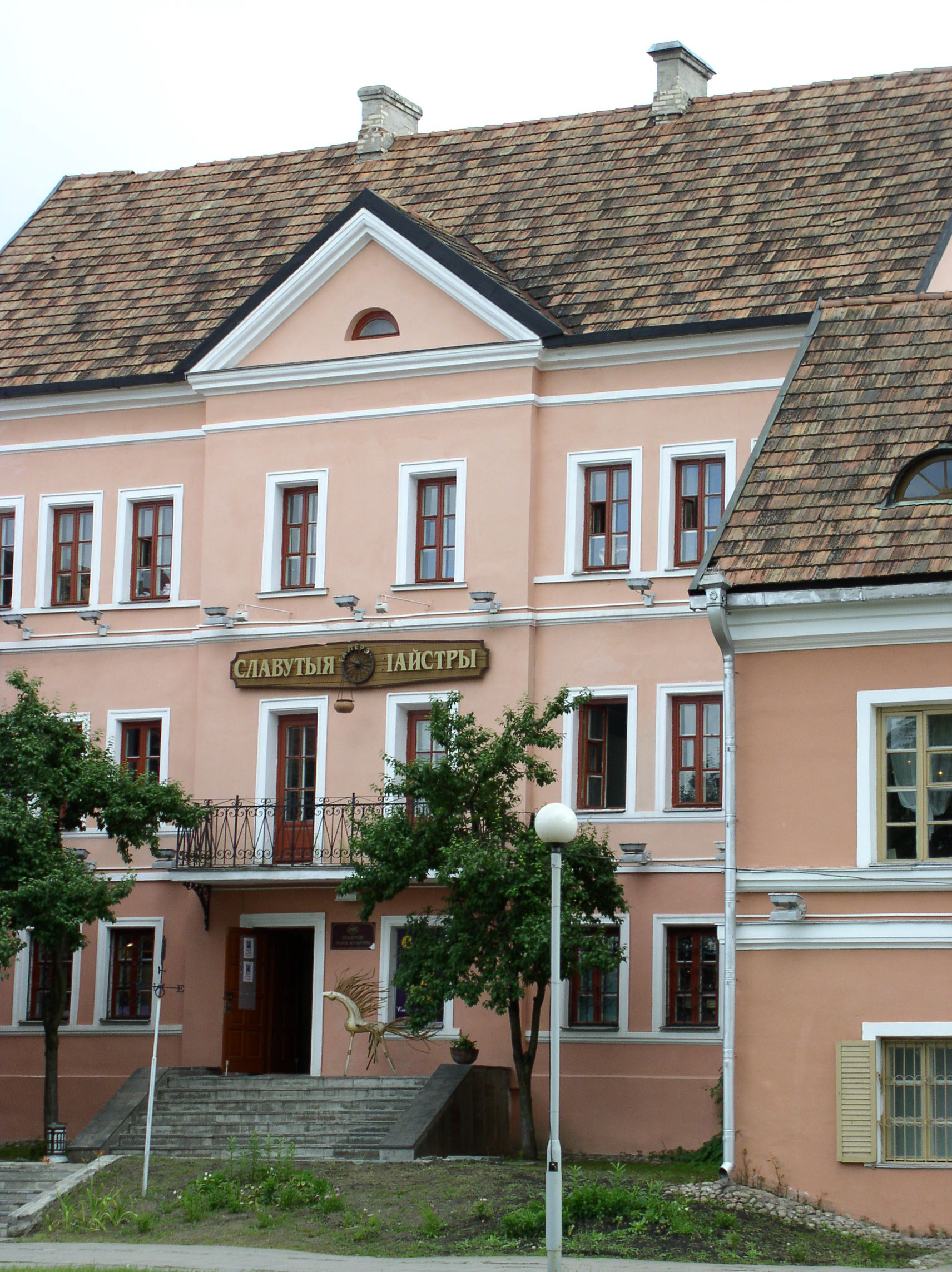
Maison Vigdortchik.
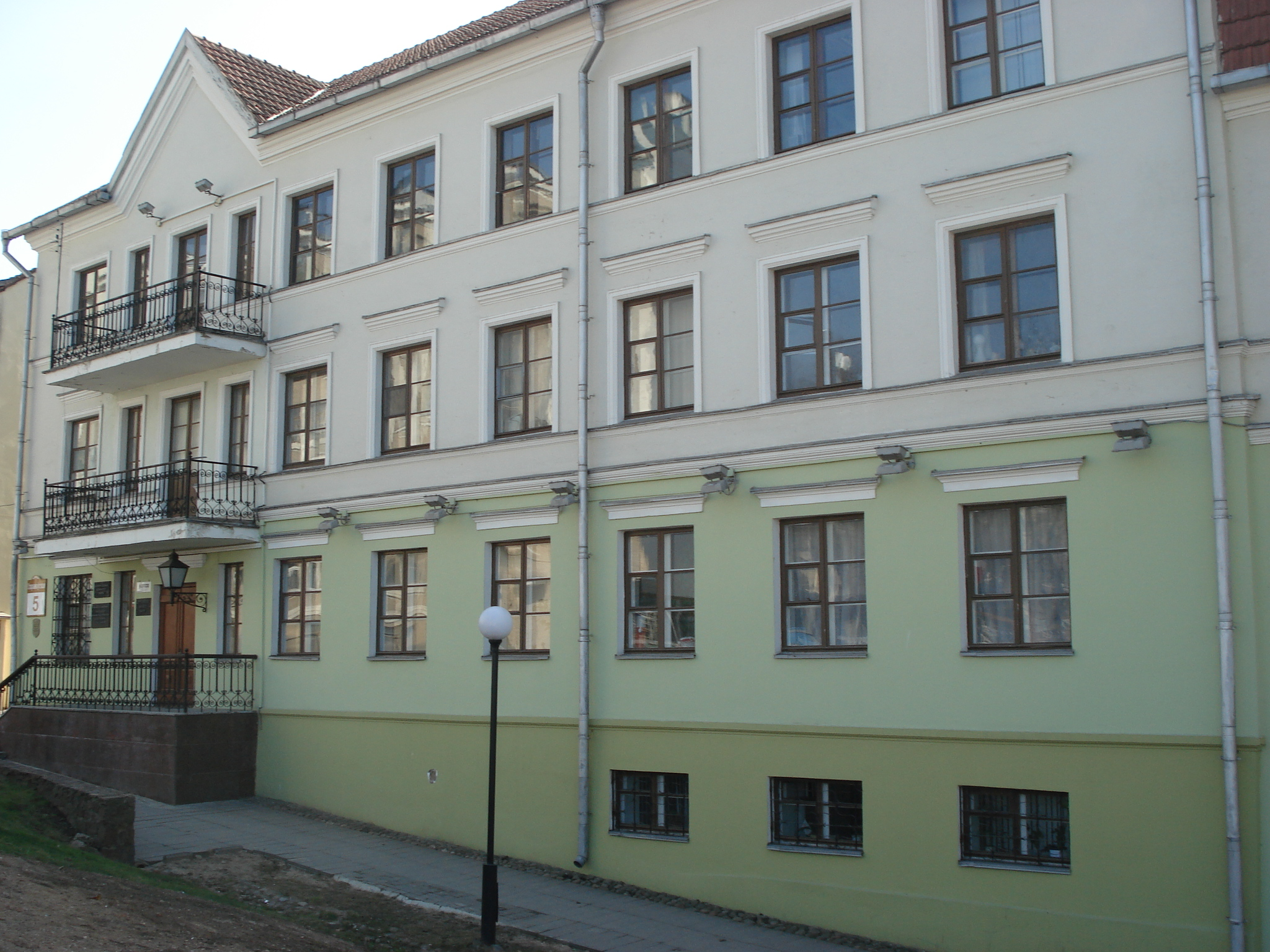
Maison Pinsoukhovitch.
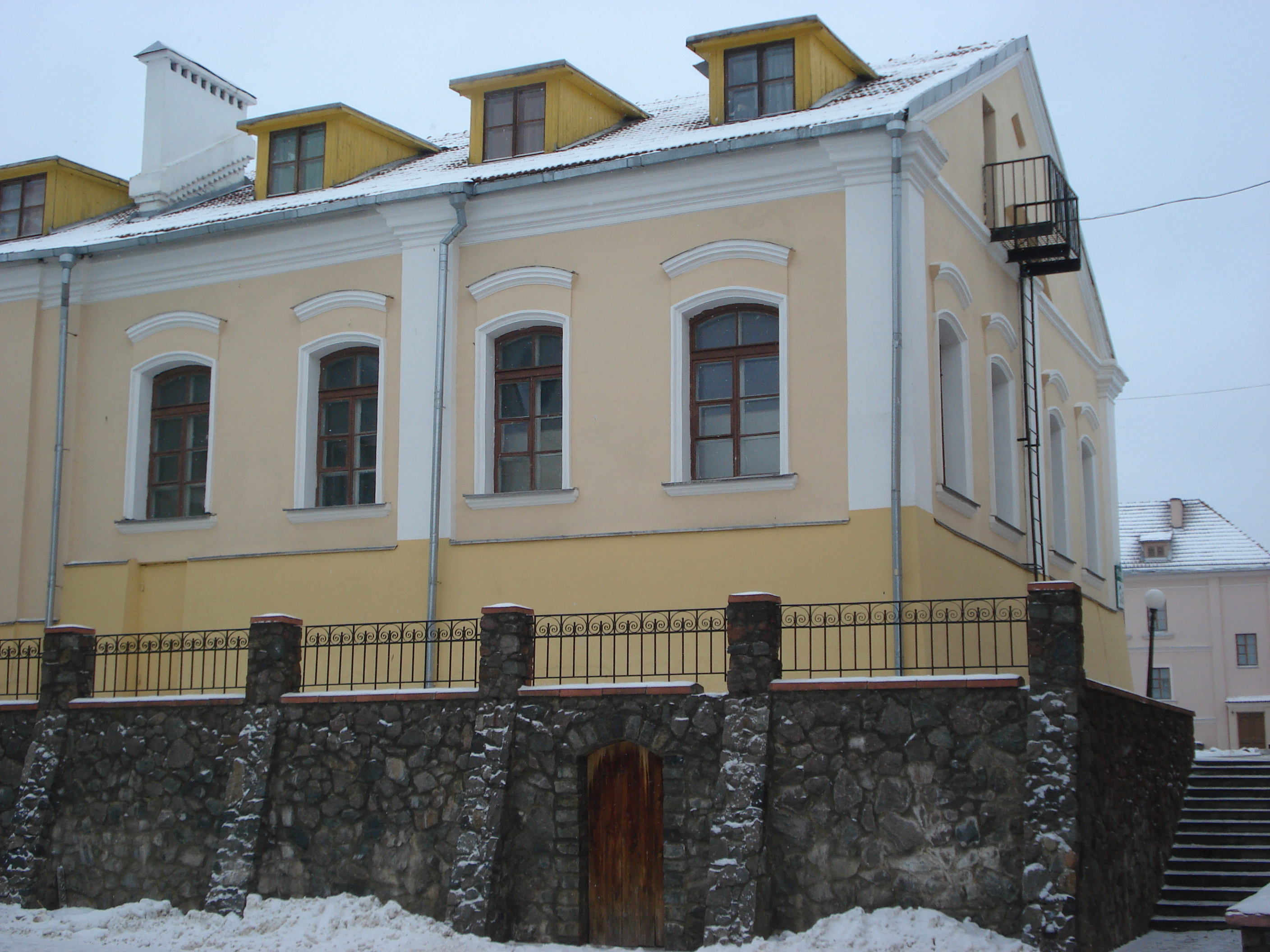
L'ancienne synagogue, aujourd'hui Musée de la Nature.
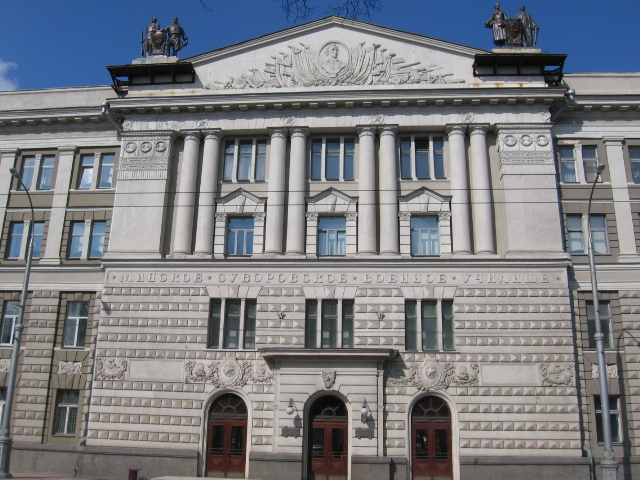
École militaire Souvorov.
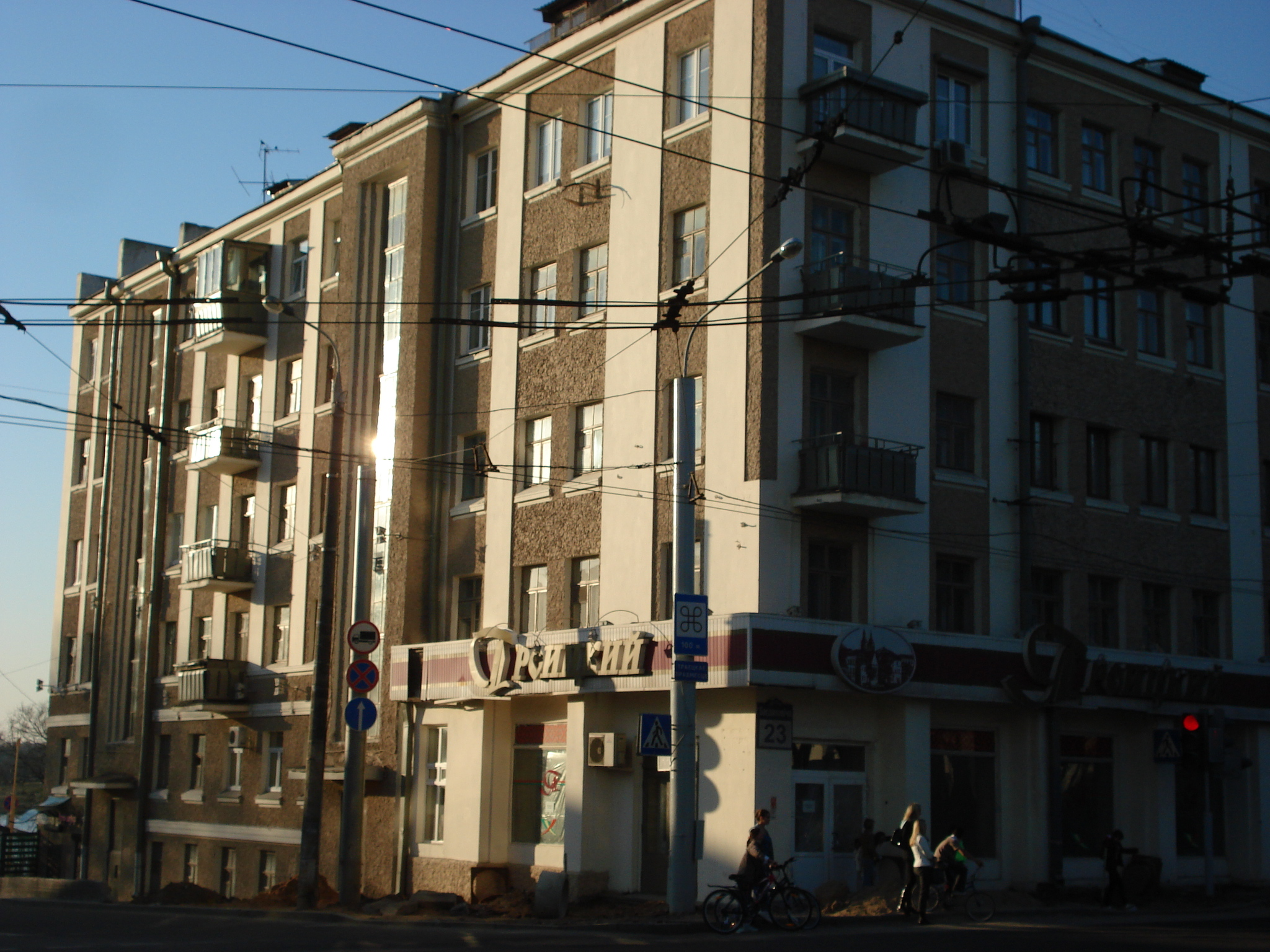
Troisième Maison des Soviets.
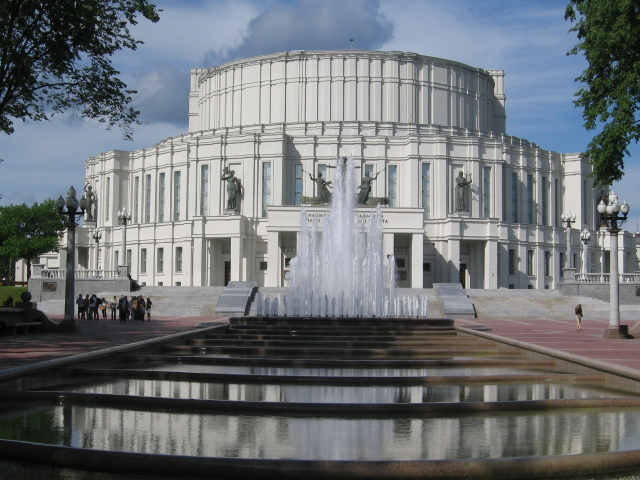
Théâtre d'opéra et ballet.
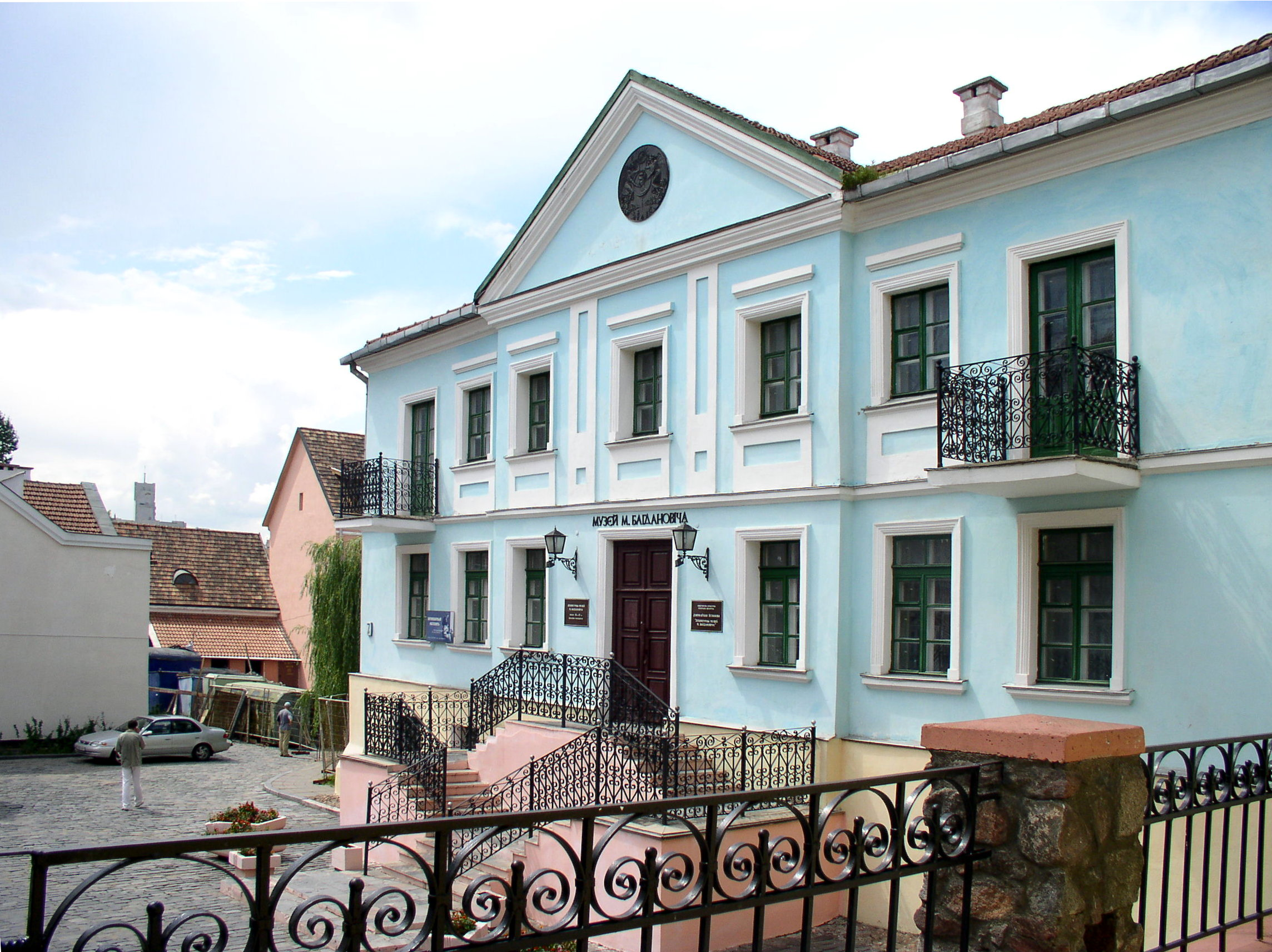
Musée Maxime Bahdanovitch.
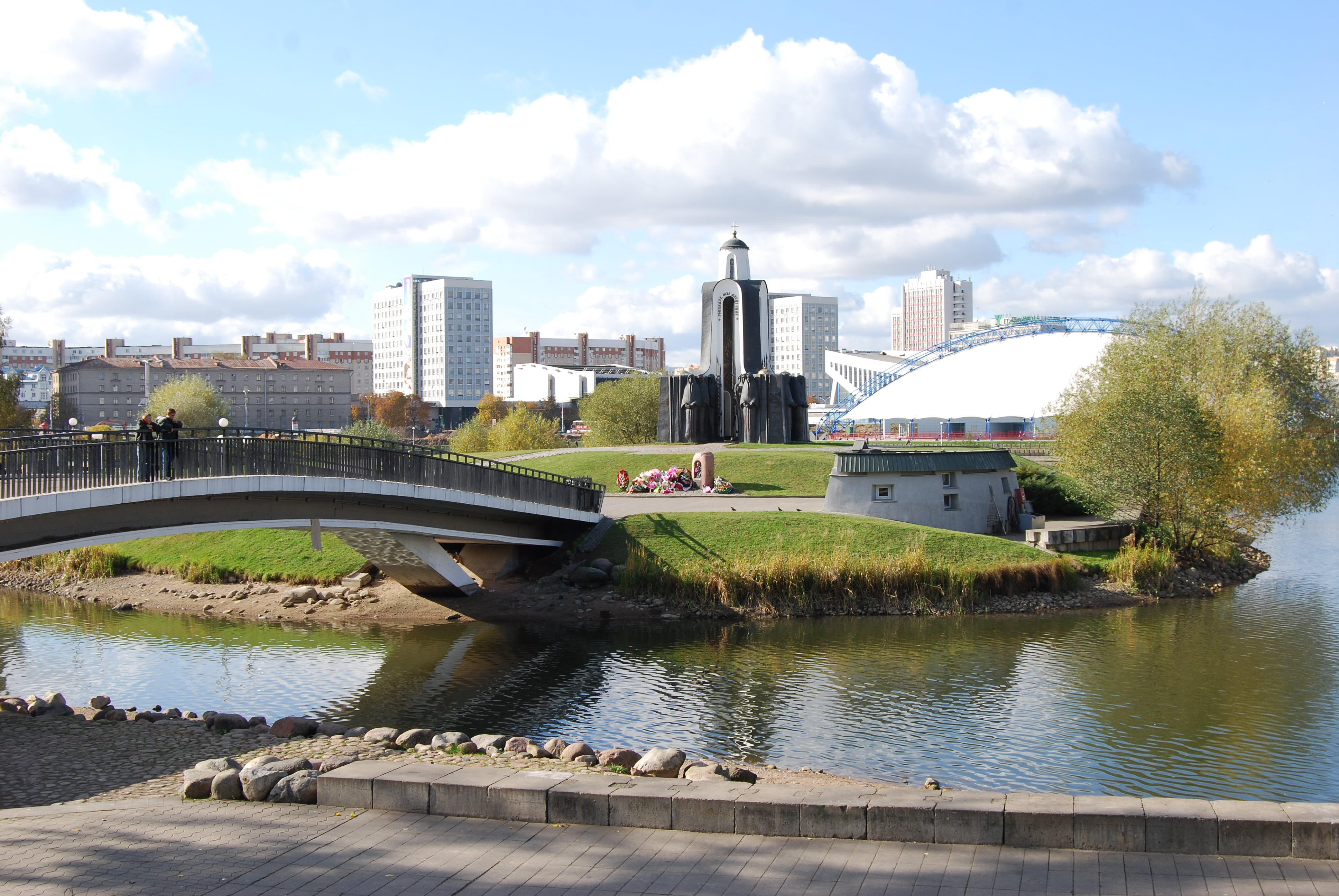
L'Île des Larmes